# Чолістан
Чоліста́н (Холіста́н), також відома як Рохі (урду چولستان — чолістан, англ. Cholistan — чолістан, пенджаб. روہی — рохі) — пустеля, розташована на відстані у тридцять кілометрів від Бахавалпура, Пенджаб, у Пакистані і займає площу 16 000 км². Вона примикає до пустелі Тар, яка розташована в провінції Сінд та Індії.
Назва Чолістан походить від тюркського слова чоль, що означає «пустеля». Відповідно, Чолістан означає «пустельна земля» або «земля пустель». Населення Холістану веде напівкочовий спосіб життя, змінюючи своє розташування в пошуках води та пасовищ для худоби. Через пустелю проходить висохле русло річки Хакра, вздовж якого були знайдені залишки населених пунктів цивілізації Інду.
У пустелі проводяться щорічні змагання з ралі «Annual Cholistan Jeep Rally».

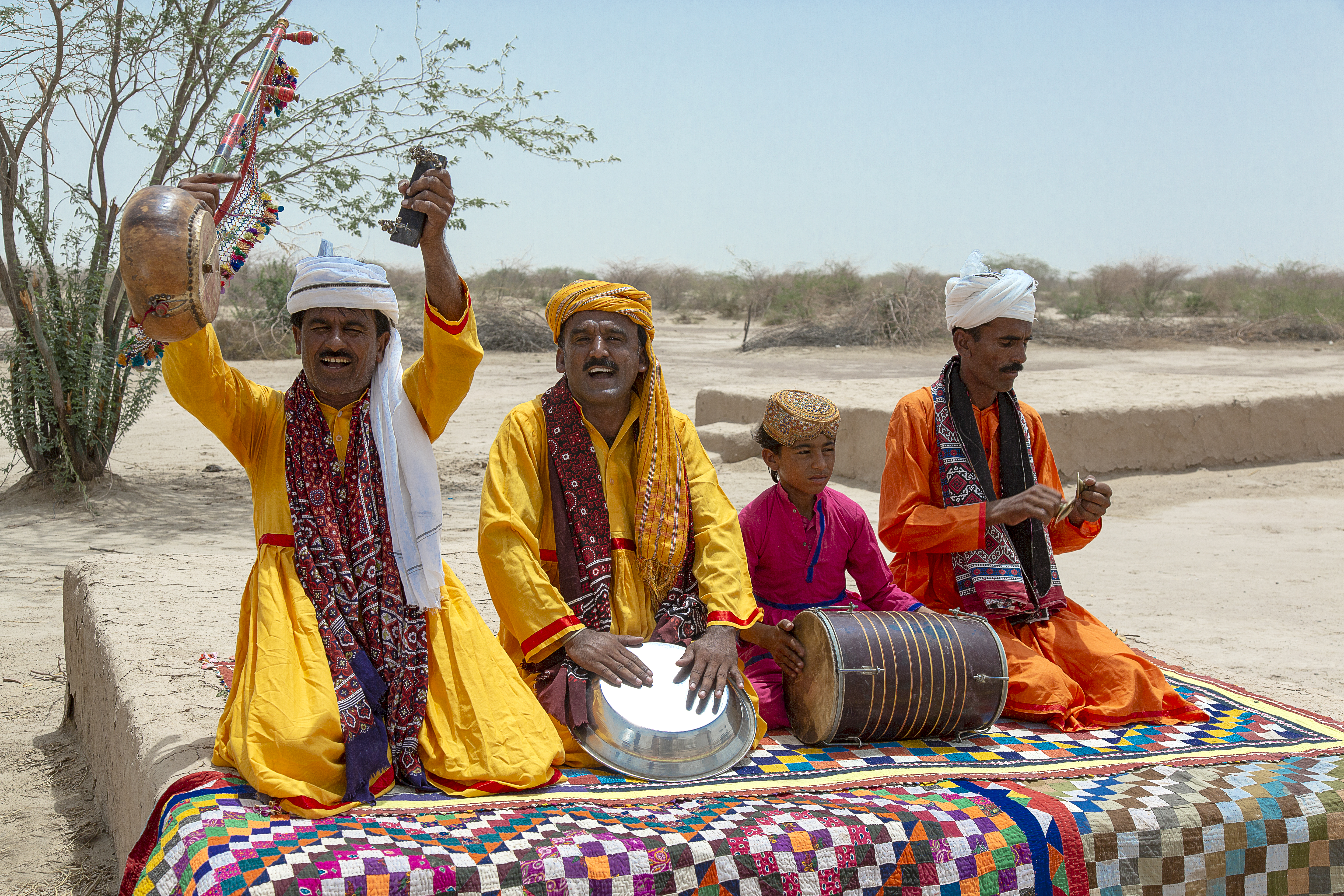
Група народних співаків у пустелі Чолістан з унікальними музичними інструментами